# Groß Pankow (Prignitz)
Groß Pankow (Prignitz) è un comune del Brandeburgo, in Germania.

Appartiene al circondario del Prignitz.

## Storia
Nei dintorni die Groß Pankow, in località Seddin, si trova la Tomba Reale di Seddin, un sito di sepoltura risalente all'Età del Bronzo. Coperta da un grande tumulo di terra, conteneva oggetti importati dal Mediterraneo, come vasi di bronzo e perline di vetro.
Dal 1815 al 1945, le località costituenti Groß Pankow facevano parte della provincia prussiana del Brandeburgo. Dal 1952 al 1990 hanno fatto parte del Distretto di Potsdam della Germania Est.
Groß Pankow era un feudo della famiglia Gans zu Putlitz. Waldemar zu Putlitz fu giustiziato il 2 maggio 1945 all'arrivo dell'Armata Rossa. Le sue terre vennero confiscate senza alcuna depredazione nell'autunno del 1945. Uno dei suoi figli, Gisbert zu Putlitz, divenne professore di fisica nella Germania occidentale. Dopo la riunificazione, uno dei discendenti, Bernhard von Barsewisch, è diventato erede della proprietà; ha riqualificato il parco e trasformato il castello in una clinica oftalmologica nel 1993.

## Società

### Evoluzione demografica
- Sviluppo della popolazione dal 1875 entro gli attuali confini (Linea Blu: Popolazione; Linea puntata: Confronto dello sviluppo della popolazione dello stato del Brandenburgo; Sfondo grigio: Ai tempi del governo nazista; Sfondo rosso: Al tempo del governo comunista)
- Sviluppo recente della popolazione (Linea blu) e previsioni

| Anno | Abitanti |
| ---- | -------- |
| 1875 | 6 795    |
| 1890 | 6 478    |
| 1910 | 6 297    |
| 1925 | 6 714    |
| 1939 | 6 255    |
| 1950 | 10 034   |
| 1964 | 7 223    |

| Anno | Abitanti |
| ---- | -------- |
| 1971 | 7 099    |
| 1981 | 5 840    |
| 1985 | 5 665    |
| 1990 | 5 387    |
| 1995 | 5 114    |
| 2000 | 4 868    |
| 2005 | 4 560    |

| Anno | Abitanti |
| ---- | -------- |
| 2010 | 4 132    |
| 2015 | 3 955    |
| 2016 | 3 962    |
| 2017 | 3 875    |
| 2018 | 3 803    |
| 2019 | 3 789    |
| 2020 | 3 808    |

Fonti dei dati sono nel dettaglio nelle Wikimedia Commons..

## Geografia antropica

### Suddivisioni amministrative
Il comune di Groß Pankow (Prignitz) è suddiviso in 18 frazioni (Ortsteil):
- Baek, con la località di Stringleben;
- Boddin-Langnow, con le località di Boddin, Langnow e Heidelberg;
- Groß Pankow, con la località di Luggendorf;
- Groß Woltersdorf, con le località di Brünkendorf e Klein Woltersdorf;
- Gulow-Steinberg, con le località di Gulow e Steinberg;
- Helle, con le località di Groß Langerwisch e Neudorf;
- Kehrberg;
- Klein Gottschow, con le località di Guhlsdorf e Simonshagen;
- Kuhbier;
- Kuhsdorf, con la località di Bullendorf;
- Lindenberg;
- Retzin, con le località di Klein Linde, Kreuzburg e Rohlsdorf;
- Seddin;
- Tacken;
- Tangendorf-Hohenvier, con le località di Tangendorf e Hohenvier;
- Tüchen, con le località di Klenzenhof e Reckenthin;
- Vettin;
- Wolfshagen, con le località di Dannhof, Hellburg e Horst.

### Esplicative
1. ↑  Letteralmente: «Pankow grande (Prignitz)».

### Bibliografiche
1. ↑  Amt für Statistik Berlin-Brandenburg - Ente statistico Berlino-Brandeburgo
2. ↑  (DE) Hauptsatzung der Gemeinde Groß Pankow (Prignitz), § 1, Abs. 1. (PDF), su daten.verwaltungsportal.de.
3. ↑  Fonti dei dati sono nel dettaglio nelle Wikimedia Commons. Population Projection Brandenburg at Wikimedia Commons
4. ↑   Population Projection Brandenburg at Wikimedia Commons, su commons.wikimedia.org.
5. ↑  (DE) Hauptsatzung der Gemeinde Groß Pankow (Prignitz), § 1, Abs. 2. (PDF), su daten.verwaltungsportal.de.